# Amundsenův záliv

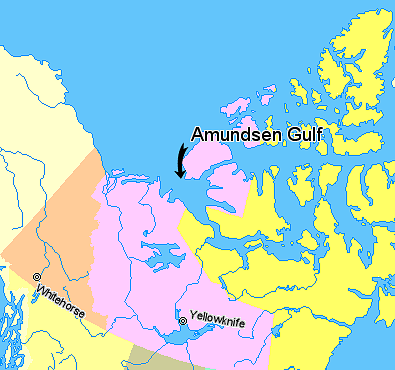
Poloha Amundsenova zálivu

Amundsenův záliv (anglicky Amundsen Gulf) je záliv v kanadských Severozápadních teritoriích. 

## Poloha
Ze severu je Amundsenův záliv ohraničen Banksovým ostrovem a navazujícím průlivem prince Waleského a dále z východu Viktoriiným ostrovem na druhé straně průlivu. Na jihovýchodě jej spojuje průliv Dolphin and Union s Korunovačním zálivem, na jihozápadě sousedí s pevninou a na severozápadě se otvírá do Beaufortova moře. Je pojmenován po norském cestovateli Roaldu Amundsenovi, který jej prozkoumal v letech 1903–106, kdy se snažil najít Severozápadní cestu od západu. Na délku má přibližně 400 kilometrů a na šířku přibližně 150 kilometrů.
Vzhledem ke zdejšímu arktickému subpolárnímu podnebí je na březích zálivu poměrně řídké osídlení, největší sídla jsou Sachs Harbour, Ulukhaktok a Paulatuk.